# 12 Studi d'esecuzione trascendentale
I 12 studi di esecuzione trascendentale (Études d'exécution transcendante) sono composizioni pianistiche di Franz Liszt, composte tra il 1826 e il 1851.

## Storia

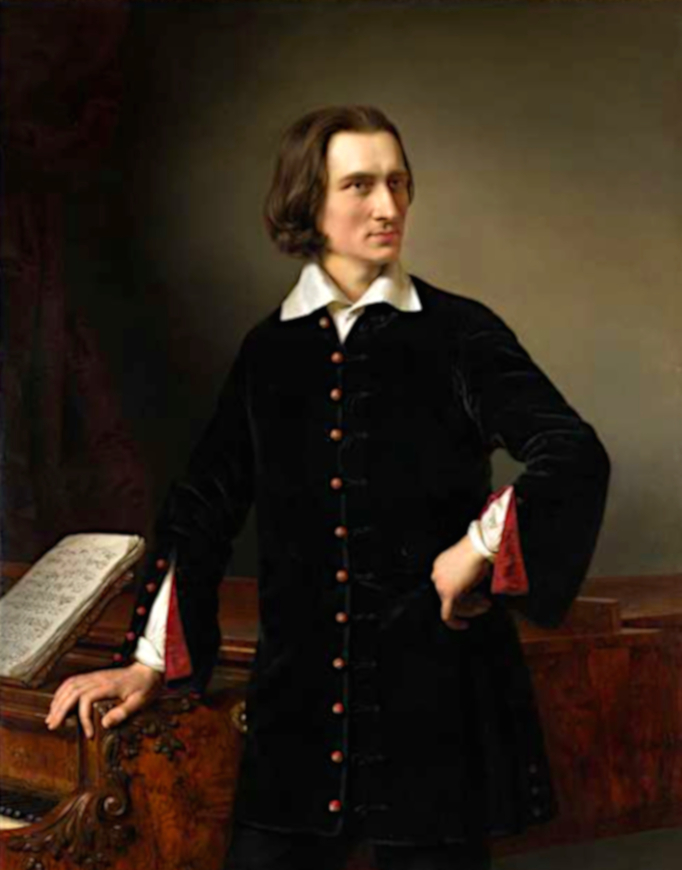
Franz Liszt ritratto con il suo pianoforte

La prima versione risale al 1826, quando Liszt era solo quindicenne, pubblicata dall'editore marsigliese Boisselot con il nome Études en douze exercices; l'intenzione di Liszt era  di scrivere quarantotto esercizi in tutte le tonalità minori e maggiori, sul modello del suo maestro Carl Czerny ma si fermò a dodici. Questa versione embrionale risulta op.1 S.136 nel catalogo delle opere di Liszt.
La seconda versione risale al 1837 e fu pubblicata contemporaneamente a Parigi, Milano e Vienna sotto il titolo Douze grandes études, S.137  nel catalogo delle opere. Si tratta di una vigorosa e radicale riscrittura dell'acerbo materiale del 1826 e i dodici studi che ne risultano sono ricchi di accorgimenti tecnico-strumentali assai avanzati e sono di difficoltà strumentale altissima, ai limiti della corretta eseguibilità.
La terza e ultima versione è quella del 1851, S.139, che è quella che viene più spesso suonata attualmente, dedicata a Czerny. Si tratta di una revisione della versione del 1837 che ne attenua la difficoltà (riportandola su un piano più accettabile, seppure notevole), ne acuisce l'eleganza e ne nobilita il disegno formale complessivo, ripulendo un po' il materiale musicale da una scrittura talvolta eccessivamente sovraccaricata da figurazioni tecnicistiche.

## Difficoltà nell'esecuzione
Come già valeva per i 24 studi per pianoforte di Chopin op. 10 e op. 25, queste opere non sono puro materiale didattico, ma intense composizioni musicali. A differenza di Chopin, che aveva dedicato ognuno dei suoi singoli studi a un particolare aspetto della tecnica pianistica, Liszt inserisce tra i suoi studi trascendentali anche composizioni molto varie sia dal punto di vista tecnico che musicale.
Gli studi trascendentali sono uno dei cicli di composizioni dove meglio si può vedere la ricerca svolta dal compositore ungherese di estrarre dal pianoforte nuove possibilità espressive, anche andando contro i modi più ortodossi e consolidati del pianismo; ricerca, va detto per inciso, suffragata anche dalle numerose innovazioni tecniche che in quegli anni si introducevano sui pianoforti e che li stavano lentamente portando ad assumere l'attuale fisionomia. Si hanno così pezzi con intere pagine da eseguire nel registro grave del pianoforte (Vision), vorticose scalette su e giù per la tastiera praticamente in ogni forma possibile, passaggi dall'armonia audace o dalle impreviste difficoltà ritmiche (Wilde Jagd).
In quest'ottica rimangono tutt'oggi per il pianista alcune tra le composizioni più impegnative da affrontare per il modo assolutamente libero da ogni tipo di condizionamento di coniugare le difficoltà tecniche con le difficoltà musicali dell'esecuzione.
Coerentemente con le idee più volte propugnate da Liszt di una musica a programma, dieci su dodici studi trascendentali recano un titolo (scritto da Liszt stesso) altamente evocativo sulla musica del pezzo. Tra i casi più evidenti citiamo Chasse-neige (scaccianeve), dove un prolungato tremolo e varie scalette cromatiche rievocano con abilità gli ululati del vento e il vorticare della neve. Gli altri due studi non titolati da Liszt (il secondo e il decimo) si sono comunque guadagnati dei titoli non originali ma alquanto utilizzati.
L'ordine delle tonalità dei dodici studi è tonica - relativa minore - sottodominante, a gruppi di tre.

## I dodici studi

### N. 1Preludio, in Do maggiore
Dal carattere improvvisativo, quasi un preludiare per sciogliersi le dita, è un breve pezzo dal sapore programmatico su quello che sarà la raccolta. Senza seguire uno schema predefinito Liszt inserisce in questo pezzo alcune tra le difficoltà su cui i didatti della tastiera si erano già ampiamente espressi rielaborandole ed interpretandole in maniera nuova. Ecco quindi che la semplice figurazione ritmica a quartina con cui si aprono varie raccolte di studi precedenti viene utilizzata in modo inaspettatamente cromatico ed estesa su tutta la tastiera. I pesanti accordi modulano ampiamente fuori dal do maggiore dello studio e sono a 4 note per mano. Una serie di robusti trilli nel registro grave introduce una sequenza di arpeggi di do maggiore e la minore (in tutti i rivolti), che si susseguono vorticosamente per tutta la tastiera.

### N. 2Molto vivace, in La minore
Talvolta intitolato fusées o talvolta "fuochi d'artificio" (razzi, in francese), lo studio n.2 viene spesso eseguito di seguito al brevissimo studio n.1 e ne interrompe il luminoso accordo di do maggiore nel registro acuto con un incisivo disegno di quattro note ribattute, che costituisce l'asse portante dell'intero brano. Brano dal piglio aggressivo e dal ritmo leggermente ambiguo (è in 3/4 ma è facile equivocarlo in 6/8),  deve il suo titolo spurio fusées alle frequenti impennate delle mano destra verso il registro acuto della tastiera, specie nella parte centrale, dove viene richiamata vagamente l'immagine di scoppiettanti fuochi d'artificio che sprizzano verso l'alto. Altre caratteristiche dello studio sono i frequenti intervalli dissonanti di seconda, le terze rapidamente ribattute dalle mani alternate, il rapido controtempo tra la mano destra (quasi sempre in levare) e la mano sinistra, che alterna riproposizioni del ritmo delle quattro note iniziali in varie forme a vigorose sequenze d'ottava, i bruschi salti di accordi di tre note in zone lontane della tastiera, che introducono un finale assai vigoroso e acceso.

### N. 3Paysage(paesaggio), in fa maggiore
Lo studio n.3 deve il suo titolo (originale) all'evocazione di una pacata e dolce scena bucolica, in tempo di 6/8. Marcato come poco adagio all'inizio, si anima leggermente nella parte centrale. Considerato lo studio meno difficile dal punto di vista tecnico tra i dodici (assieme al primo, la cui estrema brevità lo rende ugualmente meno difficile degli altri), è uno studio d'espressione, del controllo timbrico, ricco di melodie cantate, di legato e di note tenute nella mano sinistra. Comprende comunque dei passaggi non semplici per via dell'estensione richiesta nella mano sinistra, una certa varietà ritmica negli accenti (inclusi alcuni efficaci passaggi ad hemiola) ed un crescendo (e stringendo) che si stabilizza in un robusto ff (largamente, appassionato assai) con lo scavalcamento della mano sinistra che canta nel registro medio-alto, sviluppando una bella e piena sonorità. Dopo quest'episodio, lo studio si attenua sino a spegnersi nella dolce sonorità dell'inizio.

### N. 4Mazeppa, in re minore
Ispirato alla ballata Mazeppa di Victor Hugo, è uno dei brani più popolari e riusciti di Liszt, da cui il compositore ungherese trarrà successivamente l'omonimo poema sinfonico per orchestra. Difficile, di importante impegno virtuosistico, strutturalmente abbastanza semplice in quanto incentrato sul tema iniziale in re minore (che segue una volante introduzione-cadenza di veloci scale all'ottava), sviluppa questo tema in svariati modi. L'allegro iniziale è sottolineato da un sempre fortissimo e con strepito che ne connota subito l'impronta furente e incalzante. Il tema principale, che richiama sempre una cavalcata del condottiero Mazeppa legato al dorso del cavallo, viene prima introdotto da pesanti accordi, riempiti tra uno e l'altro da veloci terze suddivise tra le due mani, e poi viene successivamente riproposto sempre più veloce e serrato, sempre ff, mentre il collegamento tra le diverse riproposizioni è affidato a vertiginose sequenze di doppie ottave. Nella parte centrale, il tema viene proposto in si bemolle maggiore, lirico e appassionato, affidato agli stretti arpeggiati della mano sinistra, mentre la destra ricama veloci figurazioni di arpeggi con terze. Successivamente il canto passa alle ottave tenute della mano destra, accompagnate da disegni d'accordi dal basso cromatico. Una sequenza di potenti doppie ottave riporta il brano al carattere iniziale, con il tema in re minore (animato, in 6/8) più incalzante, e successivamente (allegro deciso, 2/4) ancora più veloce, caratterizzato da veloci salti di doppie ottave in battere e secche acciaccature di terze in levare. Una serie di veloci arpeggi d'ottava della mano destra introduce la parte finale, molto drammatica: la caduta dell'eroe, un quasi-recitativo lento e sospeso e infine un grandioso e trionfante finale in re maggiore, con acuti squilli di tromba e grandiosi e festosi accordi in ff.
Liszt stesso, infatti, al termine della composizione cita il verso di Victor Hugo  "Il tombe enfin!... et se relève roi!" ("cade infine, e si rialza re").

### N. 5Feux follets(fuochi fatui), in Si bemolle maggiore
È un luminoso esempio di come un difficilissimo studio di importante valenza didattica, che mette a dura prova lo studio di tecniche precise (trillati di terze, quarte, quinte e seste innanzitutto), sia contemporaneamente un riuscitissimo brano da concerto, assai popolare per la sua resa estetica ancor prima che per la sua spettacolarità virtuosistica. I fuochi fatui del titolo sono rievocati dagli arpeggi e scalette leggeri e veloci, guizzanti e scintillanti, e dall'atmosfera scherzosa e magica che caratterizza il pezzo. All'inizio è subito introdotto uno dei disegni principali del brano, la legata e leggera veloce sequenza di seconde maggiori e minori, dal sapore cromatico, che si troverà poi per tutto il pezzo, in entrambe le mani. Dopo i guizzi dei primi fuochi fatui, quasi esitanti, alquanto incerti armonicamente (leggerissimi arpeggi di triadi lontane tonalmente tra loro), il tema principale del brano, sempre assai cromatico, viene fuori dalla nota superiore di lunghi trillati legati di terze, quarte, quinte, seste, che costituiscono l'elemento più significativo dello studio e che si trovano in infinite combinazioni, in entrambe le mani. Una sezione in la maggiore porta il brano su sonorità più staccate, sempre leggere ma con punte robuste (ff). Dopo il ritorno all'atmosfera iniziale, i magici fuochi fatui si dissolvono nel finale con una serie di leggeri e "sospesi" arpeggi con la quinta eccendente (soluzione molto simile alla fine dello studio Gnomenreigen S.145, che ne condivide l'atmosfera magica e beffarda). Di questo brano, che è un classico della letteratura pianistica, è possibile ascoltare interpretazioni che spingono molto sulla velocità e l'effetto di scintillio timbrico che ne deriva (per esempio, celebri esecuzioni di Sviatoslav Richter e di Georges Cziffra) oppure esecuzioni leggermente meno veloci ma non per questo meno vivaci, e nelle quali è possibile distinguere nitidamente la tessitura delle note (per esempio, quelle del grande interprete lisztiano Claudio Arrau, che studiò il pezzo da bambino con il suo maestro Martin Krause, uno degli allievi dello stesso Liszt).

### N. 6Vision(visione), in sol minore
È uno studio di fortissima impronta tecnico-didattica, che non urta comunque con il suo valore artistico ed estetico e con la sua visione, inizialmente funebre e greve ma successivamente via via più luminosa. Basato su un tema che nello sviluppo del discorso viene ripresentato più volte in armonizzazioni e figurazioni pianistiche differenti, è un brano che testimonia la volontà di Liszt di cercare nuove possibilità espressive nel pianoforte. Dopo un inizio pesante e lugubre, con cupi e lenti bicordi quasi campane, basato su un marcato tema della mano destra nel registro grave, decorato da veloci e larghi arpeggi della mano sinistra, anche la mano destra partecipa alla complessa figurazione di rapidissimi e leggeri arpeggi, con la melodia che emerge dalle note marcate. Un lento crescendo che sfocia in una tempestosa sequenza cromatica di doppie ottave introduce la tonalità di sol maggiore, in cui il tema del brano diventa più trionfante e luminoso, basato sempre su velocissimi e profondi arpeggi questa volta molto forti (fff) e completato sino alla fine dall'altra caratteristica tecnico-pianistica dello studio, cioè i vigorosi e lunghi tremoli della mano sinistra, che con il pedale abbassato creano una consistente massa sonora sopra la quale staccano i veloci arpeggi, sino al magniloquente finale.

### N. 7Eroica, in Mi bemolle maggiore
Un'introduzione dal gusto quasi da ouverture orchestrale (che presenta forti analogie con una delle prime composizioni del giovanissimo Liszt, variazioni su una melodia di Spontini e Rossini) conduce al tema del brano, in tempo di marcia, in mi bemolle maggiore, che viene riproposto numerose volte durante il brano, costantemente decorato da veloci volate della mano destra dall'alto verso il basso, che costituiscono l'elemento tecnico principale dello studio, assieme ai frequenti passaggi in doppie ottave, che uniscono le varie riproposizioni del tema e che, nella parte finale contribuiscono, con sonorità enfatiche, a creare l'effetto di "eroicità", di epico e magniloquente respiro evocato dal titolo.

### N. 8Wilde Jagd(Caccia selvaggia), in Do minore
Il titolo, in tedesco (contrariamente agli altri, in francese e in italiano) e il carattere stesso del brano derivano dalla leggenda d'area tedesca della caccia selvaggia, che rappresenta un'apparizione di esseri sovrannaturali che attraversano il cielo impegnati in una furiosa e terribile battuta di caccia. 
Infatti i rumori della caccia, gli schiocchi di frusta, i corni e le urla sono rappresentati in questo celebre studio, assai impegnativo ritmicamente e che richiede grande controllo tecnico e soprattutto energia e scioltezza dei polsi a causa dei suoi accordi pieni, potenti e velocemente ribattuti, che devono essere il più chiari e nitidi possibile e con timbrica molto brillante. L'indicazione iniziale presto furioso inquadra subito la violenza sonora del brano, che pervade tutta la prima parte, sino al secondo tema, in tonalità maggiore, sincopato e staccato, seguito da un altro tema (a capriccio quasi improvvisato) costituito da un lirico e appassionato canto di note tenute della mano destra, accompagnato da fluenti cascate di terzine e che successivamente cresce d'intensità (fff'). In seguito c'è l'incalzante riproposizione in sequenza di tutti i temi, variamente arricchiti da figurazioni molto sincopate e caratterizzate da forti e veloci accordi ribattuti, ampi salti e sferzanti arpeggi, sino al robusto finale.

### N. 9Ricordanza, in La bemolle maggiore
Studio lungo (rispetto alla media degli altri), è una romanza sognante ed evocativa, dove la ricordanza del titolo (il ricordo, la rimembranza) traspare dal sapore nostalgico e dolcissimo dei temi e dalle sonorità evanescenti. La caratteristica principale di questo studio, dal tempo lento, spesso rubato ma timbricamente assai difficile, è l'abbondanza dell'ornamentazione: l'intero brano è una serie di variazioni ornate del tema, ricche quindi di velocissime e leggere volatine di tutti i tipi possibili (volatine cromatiche, evanescenti arpeggi, volatine a due mani etc.), di realizzazione assai difficile specie in relazione alla sonorità raffinate e soffuse del brano e problematiche per mani non agili nella rapida microarticolazione.

### N. 10Allegro, agitato molto, in fa minore
Liszt non gli diede un titolo programmatico ma nel tempo è invalso l'uso di chiamarlo appassionata, certamente in virtù del suo ardente impeto e la sua appassionata drammaticità. Molto popolare (anche come brano da bis di gran classe), è certamente uno degli studi tecnicamente più difficili e musicalmente più riusciti nell'organizzazione delle idee musicali e nella riuscita estetica. Non enfatizza una tecnica pianistica in particolare ma ne comprende molte, essendo molto ricco. Introdotto da due battute in cui le mani alternano una cascata di stretti accordi, il tema principale è un chiaro omaggio allo studio op. 10 n. 9 di Chopin, della stessa tonalità di fa minore. La difficoltà principale dello studio consiste nell'instancabile attività della mano sinistra, ricca di veloci e complicati arpeggi che accompagnano il lirico tema della destra (spesso in ottave). Un ponte di arpeggi trillati della mano destra introduce un secondo tema, molto drammatico e impetuoso, affidato a forti accordi della mano sinistra, mentre la destra ricama brucianti arpeggi. Una furiosa (tempestoso) sequenza di accordi sincopati introduce nuovamente il tema principale, appassionato, via via crescente d'intensitià (disperato), seguito nuovamente dal ponte, dal secondo tema, da profondi accordi arpeggiato (precipitato) e dalla stretta finale, un vigoroso crescendo in ottave in controtempo su pesanti accordi di decima.

### N. 11Harmonies du soir(Armonie della sera), in re bemolle maggiore
Studio tra i più conosciuti, inizialmente molto lento e contemplativo e poi via via più mosso, dalle sonorità dolcissime e avvolgenti ma non per questo di facile esecuzione. Il titolo è ispirato alla poetica dello scrittore e poeta francese Alphonse de Lamartine (1790-1869), più volte spunto creativo per Liszt. Esiste comunque anche una poesia di Charles Baudelaire dal titolo identico e appartenente alla raccolta I fiori del male, pubblicata sei anni dopo lo studio di Liszt. Le difficoltà tecniche, non indifferenti, consistono nei lunghi arpeggiati, nella ricerca timbrica, in salti d'ottava e ampi accordi ribattuti. Il brano inizia con un'atmosfera pacata, crepuscolare, con campane lontane su un tappeto di accordi arpeggiati e armonie dai ricercatissimi colori. Questa introduzione sfocia in una sezione più sonora di ampi accordi strettamente arpeggiati (un poco animato), che ripropone il tema, subito dopo ribadito in un'altra sezione dalla sonorità impalpabile (ppp, poco più mosso) con accompagnamento di arpeggi di quinte sovrapposte, e che cresce di sonorità sino al ff. Rilevante è l'intimo adagio centrale in mi maggiore, in cui un dolce canto è accompagnato da arpeggi quasi arpa divisi tra le due mani, e che più avanti sfocia in una trionfante (come annotato da Liszt) ripetuta riesposizione del tema, più animato, con accordi molto ampi e sonori (ff sino al fff), sino a diminuire d'intensità nel finale, che ritorna nella quieta e dolce atmosfera crepuscolare dell'inizio, con morbidi accordi arpeggiati e raffinate timbriche.

### N. 12Chasse-neige(scaccianeve), in si bemolle minore
Il titolo significa letteralmente scaccia-neve e si riferisce al fenomeno dello scaccianeve, ossia dei turbini di neve sollevata dal suolo da un vento molto forte e tempestoso; è un fenomeno tipico dell'alta montagna e Liszt lo conobbe certamente nelle Alpi Svizzere. Il titolo si addice come pochi altri alla rappresentazione poetica in musica realizzata da Liszt in questo studio, che Busoni giudicava il più perfetto esempio di connubio tra l'immagine evocata dalla parola e la musica stessa. Nonostante apparentemente possa essere sottovalutato dai non-pianisti, se rapportato a studi in cui il virtuosismo è più sfacciatamente evidente ed è accoppiato a impeto e violenza sonora, dal punto di vista pianistico Chasse-neige è uno studio di difficoltà tecnica elevatissima e che fa realmente onore al termine trascendentale; infatti, la perfetta resa della sua caratteristica più evidente, cioè il tremolo (in entrambe le mani) che caratterizza il brano dall'inizio alla fine, e inoltre dei continui salti e delle vertiginose doppie scale cromatiche si può raggiungere solo con una tecnica superiore, trascendentale. Il brano presenta un mesto canto in evidenza, dall'inizio alla fine, ottenuto da note (spesso ottave) marcate dalla mano destra, spesso con continui salti, mentre le altre dita di entrambe le mani creano, con infinite variazioni nell'utilizzo della tecnica del tremolo (note singole, bicordi, accordi di tre note etc.), un sottofondo sonoro continuo, nel quale le note si fondono, che rappresenta il sibilare del vento e della neve sotto un opprimente cielo. Alcune vertiginose e lunghe scale cromatiche, verso la fine, rappresentano folate improvvise di forte vento.

## Interpreti celebri
Gli studi trascendentali sono stati suonati e incisi da un numero elevatissimo di pianisti, da Busoni in poi, essendo una delle più apprezzate creazioni artistiche di Liszt e rivestendo grandissima importanza nella didattica pianistica avanzata. È celebre l'incisione di Claudio Arrau del 1976, in cui l'anziano (settantaquattro anni) pianista, specialista lisztiano (aveva studiato da bambino gli studi trascendentali con Martin Krause, allievo di Liszt stesso), offre una versione più misurata rispetto alle incisioni della gioventù. Di assoluto rilievo tecnico e artistico sono anche le incisioni di altri specialisti lisztiani quali Lazar Berman, di Jorge Bolet, Georges Cziffra e quelle più recenti di Vladimir Ovchinikov, Boris Berezovsky, Evgeny Kissin, Kemal Gekic, Daniil Trifonov (2015). Da non dimenticare è anche l'esecuzione di tutti e 12 di Yunchan Lim, vincitore del concorso Cliburn del 2022. Sviatoslav Richter non li incise tutti sistematicamente ma rimangono storiche alcune sue straordinarie esecuzioni, per esempio Feux Follets e  Harmonies du soir nel recital di Sofia del 1958. Leslie Howard ha inciso con validi risultati tutte e tre le versioni degli studi trascendentali, nella sua monumentale opera omnia dell'opera pianistica di Liszt per l'etichetta Hyperion

## Spartito
- (EN) Spartiti liberi di 12 Studi d'esecuzione trascendentale, in International Music Score Library Project, Project Petrucci LLC.